# Jules Delhaize (1829-1898)
Pour les articles homonymes, voir Delhaize (homonymie).
Jules Delhaize (1872-1928), son neveu, historien, président du conseil d'administration des épiceries Delhaize
Jules Jean Joseph Delhaize, né à Ransart, le 3 juin 1829 et mort à Ixelles, le 13 août 1898 est un négociant et le fondateur avec son frère Auguste de l'enseigne commerciale Delhaize. Il est un des pionniers de la grande distribution.

## Biographie
Les parents de Jules Delhaize, Jacques Joseph et Joséphine Ponsart, étaient négociants en vin et en charbon installés à Ransart. La famille comptera 11 enfants. Jules est le second de la fratrie, il nait à Ransart, le 3 juin 1829.
Après des études en sciences commerciales, il entame une carrière d'enseignant et, en 1856, il intègre l'Athénée royal de Bruxelles où il enseigne la comptabilité. En 1867, son frère Auguste Delhaize qui était jusqu'alors vétérinaire décide de se lancer dans le négoce. Jules décide de le rejoindre et de s'associer avec son frère. Ils créent Delhaize frères et Cie. Le projet des deux frères est de grande ampleur puisqu'ils souhaitent obtenir les meilleurs prix des producteurs en supprimant les intermédiaires et en centralisant les commandes qui seront dès lors plus importantes et de nature à faire baisser les prix,. Ils imaginent également des entrepôts centralisés d'où rayonne tout un réseau de distribution vers leurs succursales. Les premiers points de vente voient rapidement le jour, d'abord dans la région de Charleroi, puis du Hainaut. 
En 1871, il crée avec ses frères, Édouard et Adolphe, et son beau-frère, Jules Vieujant, une nouvelle société dont le siège sera situé à Bruxelles. À chaque nouvelle création de succursales, des membres de la famille Delhaize sont sollicités pour renoncer à leur activité professionnelle exercée jusqu'alors en rejoignant le groupe.
Certains frères décident de voler de leurs propres ailes, comme Louis en 1870 et Adolphe en 1874. Mais les frères ne veulent pas de concurrence entre eux, ils concluent des accords en ce sens.
En 1874, leur entreprise compte dix commerces, l'année suivante, ce sont désormais 21 vitrines qui arborent "Au bon marché", slogan commercial du groupe. Cinq années plus tard, la barre des cent points de vente est franchie.
En 1883, nouveau déménagement de l'entreprise à Molenbeek où ils disposent désormais de grands entrepôts desservis par un important nœud ferroviaire et jouxtant le canal Bruxelles-Charleroi.
Le groupe ne tarde pas à produire ses propres biens de consommation en disposant de fabriques (17 en 1900) dont sortait une multitude de produits à l'effigie de leur enseigne destinés à être écoulés dans leur différentes succursales à travers le pays. De cette manière, un nouvel intermédiaire - et de taille - était supprimé: le fabricant, ce qui leur permettait une fois encore de proposer des prix attractifs pour leurs produits.
Jules Delhaize, resté célibataire, meurt à Ixelles, le 13 août 1898. À sa mort, son groupe est fort de 400 enseignes. A la veille du premier conflit mondial il en comptera 750 et continuera son expansion.

## Postérité
Lors de l'Exposition universelle de 1900, le journaliste et franc-maçon Charles-Mathieu Limousin (ru) remarque dans la section belge consacrée à l'économie sociale une monographie présentant les procédés novateurs déployés par Jules Delhaize. Il écrit dans La Nouvelle Revue, La vie à bon marché et le commerce : A propos d'un mémoire déposé à la section belge d'économie sociale de l'exposition universelle de 1900 :

« Pour que des expériences soient probantes, il faut qu'elles soient multiples. C'est justement ce qui est arrivé pour le système commercial de M. Jules Delhaize. Des capitalistes constatant le développement de la maison Delhaize frères et Cie, et en concluant qu'elle faisait des profits importants grâce à son gros chiffre d'affaires, ont fondé des entreprises concurrentes, où le système, qu'il était impossible de tenir secret, a été imité. Il résulte de cette imitation, que la maison, qui eut, pendant un certain nombre d'années, une sorte de monopole, rencontre maintenant la concurrence sur son propre terrain. Dans les villes, bourgs et villages de la Belgique de nouvelles boutiques, succursales de grands magasins, s'ouvrent et s'efforcent d'attirer les consommateurs pour le plus grand avantage de ceux-ci et la plus ample démonstration de la vitalité du système. »